# 1950 a tudományban
Az 1950. év a tudományban és a technikában.

## Díjak
- Nobel-díjak
  - Fizikai Nobel-díj: Cecil Frank Powell
  - Fiziológiai és orvostudományi Nobel-díj: Edward Calvin Kendall, Tadeus Reichstein, Philip Showalter Hench
  - Kémiai Nobel-díj: Otto Paul Hermann Diels, Kurt Alder

## Születések
- január 28. – David Carl Hilmers amerikai mérnök, űrhajós
- április 5. – Franklin Chang Díaz Costa Rica-i/amerikai fizikus, űrhajós
- június 1. – Gennagyij Manakov szovjet/orosz űrhajós
- július 2. – Doron Zeilberger izraeli származású amerikai matematikus.
- július 20. – Babai László magyar matematikus, a kombinatorika, a csoportelmélet neves kutatója
- augusztus 11. – Steve Wozniak elektromérnök, informatikus, az Apple Computer cég társalapítója
- október 1. – Borisz Vlagyimirovics Morukov orosz orvos, tudós, űrhajós († 2015)
- november 1. – Robert Betts Laughlin Nobel-díjas amerikai fizikus
- november 3. – James Rothman Nobel-díjas (megosztva) amerikai biokémikus
- november 16.– Carl Joseph Meade amerikai űrhajós
- november 21. – Bertrand Meyer francia informatikus, az Eiffel programozási nyelv megalkotója
- december 30. – Bjarne Stroustrup dán-amerikai számítógép tudós

## Halálozások
- február 25. – George Minot amerikai orvos, aki „a vérszegénység májterápiával való kezelésének felfedezéséért” elnyerte (harmadmagával) a fiziológiai és orvosi Nobel-díjat (* 1885)
- március 19. – Norman Haworth Nobel-díjas (megosztva) angol vegyész (* 1883)
- december 13. – Wald Ábrahám magyar matematikus (* 1902)